# Ґіртс Вілкс
Вілкс Ґіртс Айварович (нар. 12 квітня 1968, Рига) — латвійський академічний веслувальник, що виступав за Радянський Союз, учасник Олімпійських ігор, чемпіон світу.
Виступав за спортивне товариство «Динамо» (Київ). Тренери – Ю. Родіонов, І. Гринько.
Закінчив Ризький технічний університет.

## Життєпис
На чемпіонаті світу 1990 Ґіртс Вілкс в складі парної четвірки став чемпіоном. 1991 року в складі парної четвірки став чемпіоном світу вдруге.
На Олімпіаді 1992 в складі парної четвірки Об'єднаної команди (Валерій Досенко, Сергій Кинякін, Микола Чуприна, Ґіртс Вілкс) не зумів пройти до головного фіналу і посів загальне сьоме місце.